# Ishikawa Bun'yō
Ishikawa Bun'yō (石川 文洋 (Thạch Xuyên Văn Dương)/ いしかわ ぶんよう sinh ngày 10 tháng 3 năm 1938) là một nhiếp ảnh gia người Nhật.

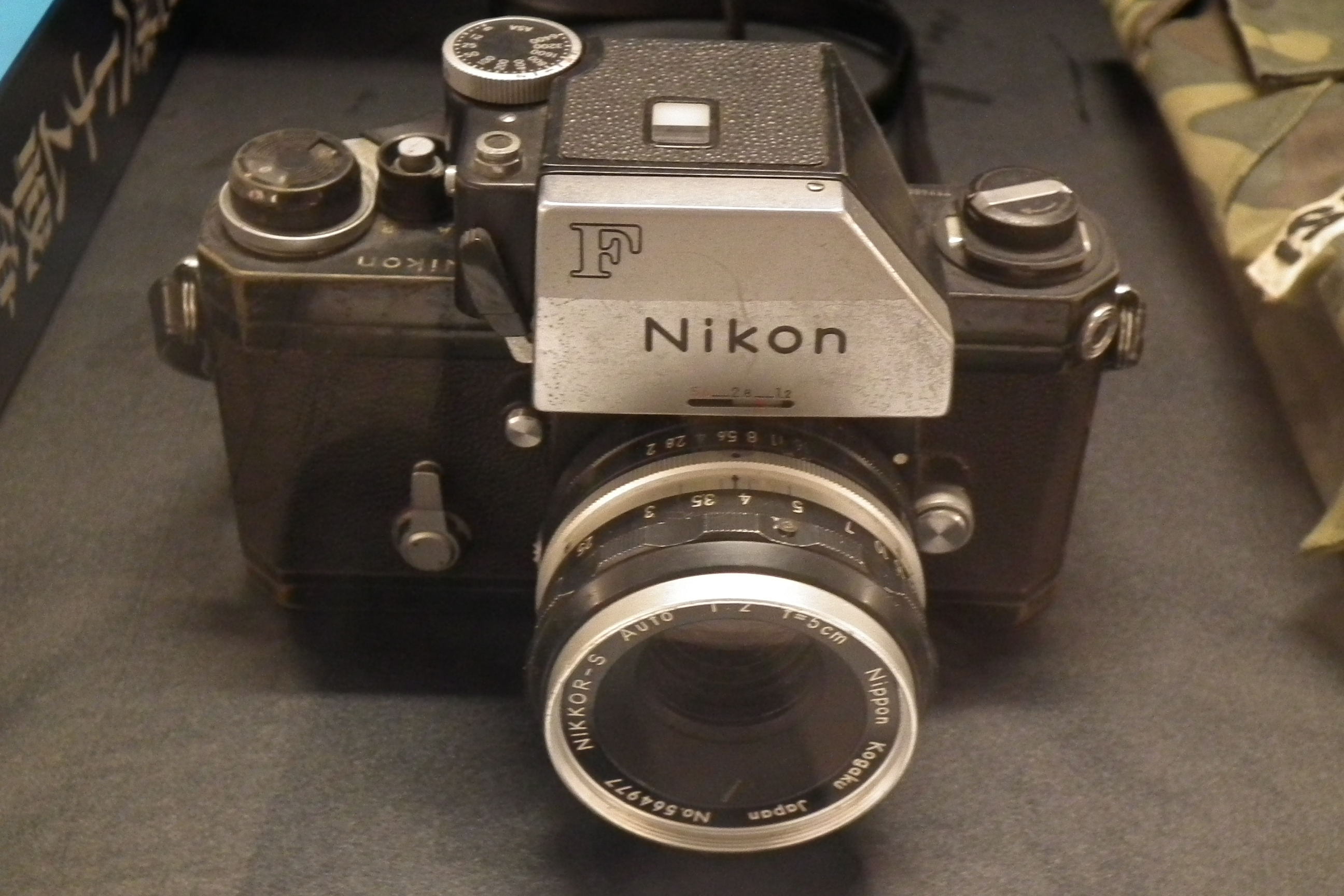
Nikon F được Ishikawa sử dụng trong chiến tranh Việt Nam.

Ishikawa là phóng viên ảnh thường trú tại Sài Gòn và tham gia tác nghiệp trong chiến tranh Việt Nam từ năm 1964 đến 1968. Về nước làm nhân viên chụp ảnh cho tờ Asahi Shimbun từ năm 1969 đến 1984. Sau năm 1984 ông rời khỏi tờ báo để trở thành phóng viên tự do. Kể từ đó, Ishikawa tiếp tục theo đuổi sự nghiệp nhiếp ảnh tại những điểm nóng về xung đột trên thế giới và còn nổi tiếng với những tấm ảnh chụp cảnh đời sống hàng ngày, chân dung và vũ điệu Ryukyu.
Năm 1998, Ishikawa đã trao tặng khoảng 250 bức ảnh tập trung về chủ đề chiến tranh Việt Nam thành một phần của một cuộc triển lãm thường trực tại Bảo tàng Chứng tích chiến tranh tại Thành phố Hồ Chí Minh.  Ishikawa còn tặng khoảng 270 bức ảnh cho phòng triển lãm "Văn hoá vật thể sau Thế chiến II" thành phố Okinawa nhằm góp phần hình thành một triển lãm vĩnh viễn.

## Sách
- Forefront of Vietnam, 1967, Yomiuri Shimbun
- This is the Vietnam War (Photograph Book), 1967, Yomiuri Shimbun
- The Vietnam War and the People, 1971, Asahi Shinbunsha
- Photo Reportage. North Vietnam, 1973, Asahi Shinbunsha
- Chien Tranh Giai Phong Viet Nam, 1977
- War and Man: Photo Document Vietnam, 1989, Sowa Shuppan

## Triển lãm
- "War, Soldiers, and People" (1970)
- "North Vietnam" (1973)
- "South Yemen" (1978)
- "People and Angkor in Cambodia" (1981)
- "Ryukyu Dance" (1983)
- "North Korea" (1984)
- "Age of Discovery" (1987)
- "One Year of Fukae-Fugen" (1994)
- "Illusion of Venice" (1994)
- "35 Years Reporting War and Peace in Vietnam" (1998)
- "War and American Bases in Okinawa" (2000)
- "30-year Return of Okinawa" (2002)
- "65-year-old challenge: Walking Journey across Japan" (2004)
- "Smile in the World" (2007)
- "Place over Shikoku Eighty-eight" (2009) [5]

## Giải thưởng
- Photographic Society of Japan award year (1973)
- Press Photographers Association Awards Japan Magazine (1982, 1983)
- Special Award Japan Congress of Journalists (JCJ) (1990)
- Award/Sweden Prize civic culture Ichikawa (1997)
- Business Achievement Award from the Vietnamese government of Culture and Communication (2005)